# ادیک باغداساریان (روزنامه‌نگار)
ادیک باغداساریان (ارمنی: Էդիկ Բաղդասարյան روزنامه‌نگار تحقیقی برجستهٔ اهل ارمنستان است که به جهت افشای فساد در ارمنستان شناخته شده‌است. او رئیس انجمن روزنامه‌نگاران تحقیقی ارمنستان و سردبیر تنها روزنامهٔ تحقیقی ارمنستان، Hetq، است. او اهل پایتخت ارمنستان - ایروان - است.